# Григорьевка (Табунский район)
Григорьевка — упразднённое село в Табунском районе Алтайского края. Находилось на территории Большеромановского сельсовета. Точная дата упразднения не установлена.

## География
Располагалось в 5 км к юго-западу от села Карпиловка.

## История
Основано в 1909 году. В 1928 г. посёлок Григорьевка состоял из 84 хозяйства. Центр Григорьевского сельсовета Славгородского района Славгородского округа Сибирского края.

## Население
В 1928 году в посёлке проживало 415 человек (214 мужчин и 201 женщина), основное население — украинцы.